# Карпов, Иван Михайлович (художник)
Иван Михайлович Карпов (30 января 1898 года, Новочеркасск — 6 июля 1970 года, Милан) — русско-итальянский художник.
Иван Карпов (итал. Ivan (Giovanni) Karpoff), псевдоним Dossi F. — продолжатель итальянского импрессионизма конца XIX века, с особым предпочтением пейзажа и портрета. Его творчество объединило характерную славянскую чувствительность, итальянские мотивы и художественные формы выражения.

## Биография

### Образование
- В детстве обучался в мастерской местного художника
- В 1916 году окончил художественный лицей г. Ростова-на-Дону;
- В 1925 году поступает в Академию художеств Брера (Милан, Италия)

### Учителя
- Амброджо Альчати

## Творчество

### Коллективные выставки
- 1932 — ноябрь, Palazzo delle Esposizioni, Chiavari

### Персональные выставки
- 1936, ноябрь — галерея Manipolo, Виченца
- 1938—1941 — галерея Geri, Милан
- 1941, март — галерея d’Arte F. Cigala, Турин
- 1941, ноябрь — галерея Firenze, Флоренция
- 1942, ноябрь — галерея Mazzuchelli, Милан
- 1956, июнь — галерея degli Artisti, Милан
- 1968, январь — галерея Ars Italica, Милан
- 1971 — галерея Le Colonne, Милан

## Галерея работ
Четыре работы из художественной коллекции фонда Cariplo (ит.).

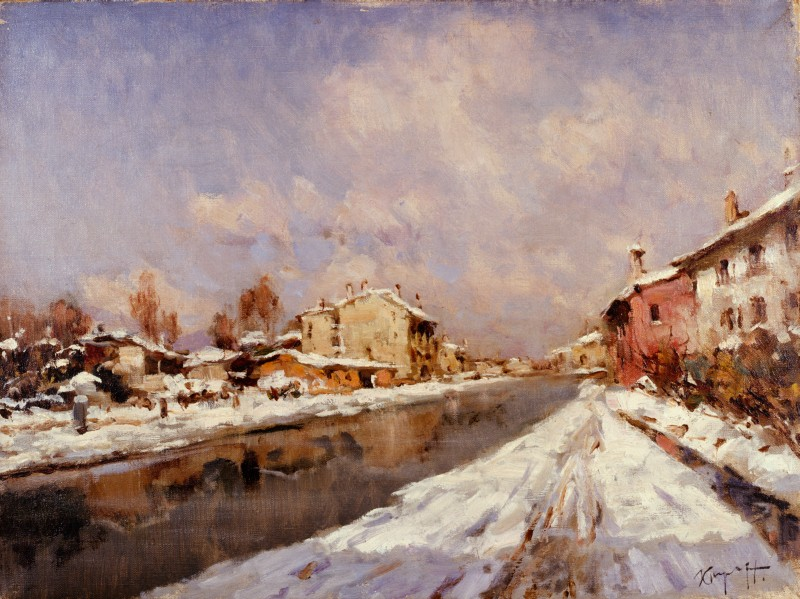
Naviglio d'inverno (ит.), около 1940 года
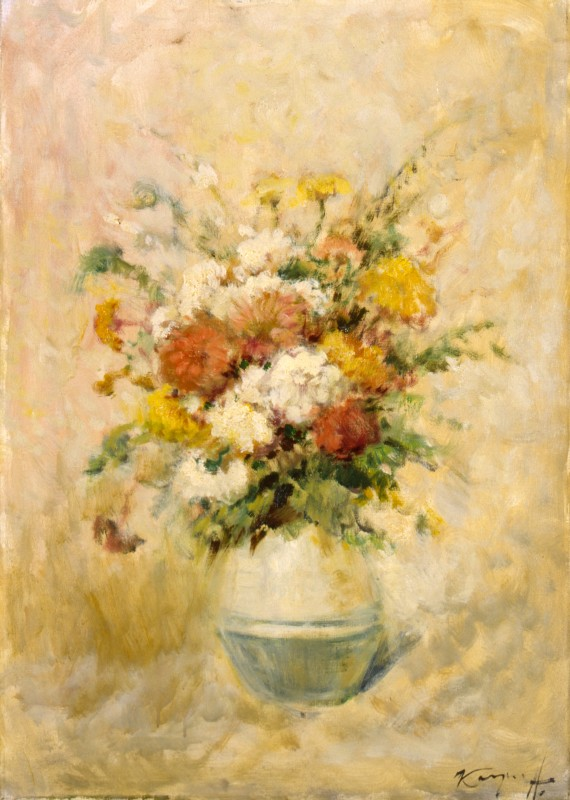
Fiori (ит.), около 1950 года
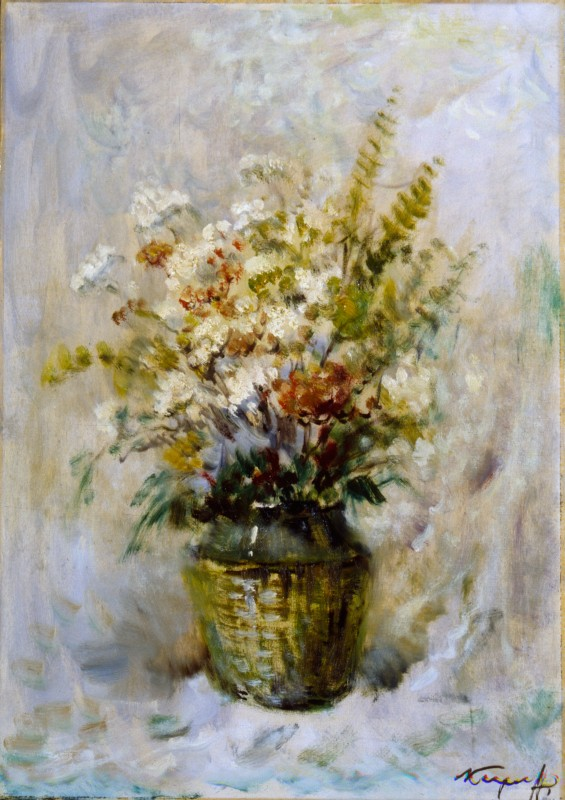
Fiori (ит.), около 1950 года

## Каталоги
- Иван Карпов, Galleria d’Arte Mazzuchelli, Milano, Novembre 1942
- 30 живописных работ художника Ивана Карпова, Ars Italica, Milano, 1968